# اچ‌ام‌اس سی۲۲
اچ‌ام‌اس سی۲۲ (به انگلیسی: HMS C22) یک زیردریایی بود که طول آن ۱۴۳ فوت ۲ اینچ (۴۳٫۶۴ متر) بود. این زیردریایی در سال ۱۹۰۸ ساخته شد.